# Football Club Internazionale Milano (femminile)
Il Football Club Internazionale Milano, meglio conosciuto come Internazionale (/internaʦʦjoˈnale/) o più semplicemente come Inter, e ancora con la denominazione commerciale di Inter Women, è la squadra femminile dell'omonimo club.
Istituita nel 2018 per acquisizione del titolo sportivo della preesistente Inter Milano, milita nel campionato nazionale di Serie A.

## Storia
La sezione femminile dell'Inter nasce ufficialmente il 23 ottobre 2018. Il club nerazzurro, già attivo con un proprio settore giovanile femminile da qualche anno, rileva il titolo sportivo del Femminile Inter Milano, dando vita alla prima sezione femminile in 110 anni di storia. La squadra, colloquialmente nota come Inter Women, prende quindi il posto nel campionato nazionale di Serie B 2018-2019 dell'Inter Milano, che aveva già disputato le prime due gare ufficiali del torneo. L'esordio sotto la gestione F.C. Internazionale Milano, il 28 ottobre, si conclude con un 2-0 casalingo sul Cittadella. Il primo gol della storia dell'Inter femminile viene segnato da Fabiana Costi.
Nella stagione d'esordio ottiene la promozione in Serie A con cinque giornate di anticipo sul termine del torneo e il primo posto in classifica con quattro turni d'anticipo, mentre esce agli ottavi di finale in Coppa Italia, battuta nel primo derby di Milano al femminile.
La prima di sempre delle nerazzurre in Serie A, il 14 settembre 2019 in casa contro il Verona, si conclude con un pareggio per 2-2. La prima rete in massima serie dell'Inter Women viene realizzata dalla francese Julie Debever. La prima vittoria in Serie A arriva la settimana successiva, il 21 settembre, per 1-0 sul campo dell'Empoli. Nel prosieguo del campionato, però, la squadra non riesce a mantenersi nella prima metà della classifica e termina la prima stagione in massima serie, chiusa anticipatamente dopo 16 giornate a causa della pandemia di COVID-19, al settimo posto in classifica. Nella stagione successiva la squadra non riesce a migliorare il piazzamento, anzi peggiorandolo e terminando ottava, seppur riesca a spingersi sino alle semifinali di Coppa Italia. Sotto la guida tecnica di Rita Guarino le nerazzurre ottengono tre quinti posti consecutivi (negli ultimi due casi in poule scudetto), non riuscendo ad affacciarsi alla Women's Champions League, e si fermano ancora in semifinale come miglior risultato in Coppa Italia (stagione 2022-2023).
Nella stagione 2024-2025 l'Inter, guidata da Gianpiero Piovani, ottiene la prima qualificazione in UEFA Women's Champions League della sua storia, chiudendo al secondo posto la classifica della poule scudetto. Durante la stessa annata, l'8 dicembre 2024, il club nerazzurro gioca la sua prima partita allo stadio Giuseppe Meazza in un derby contro il Milan, valevole per l'undicesima giornata di Serie A.

## Colori e simboli

### Colori

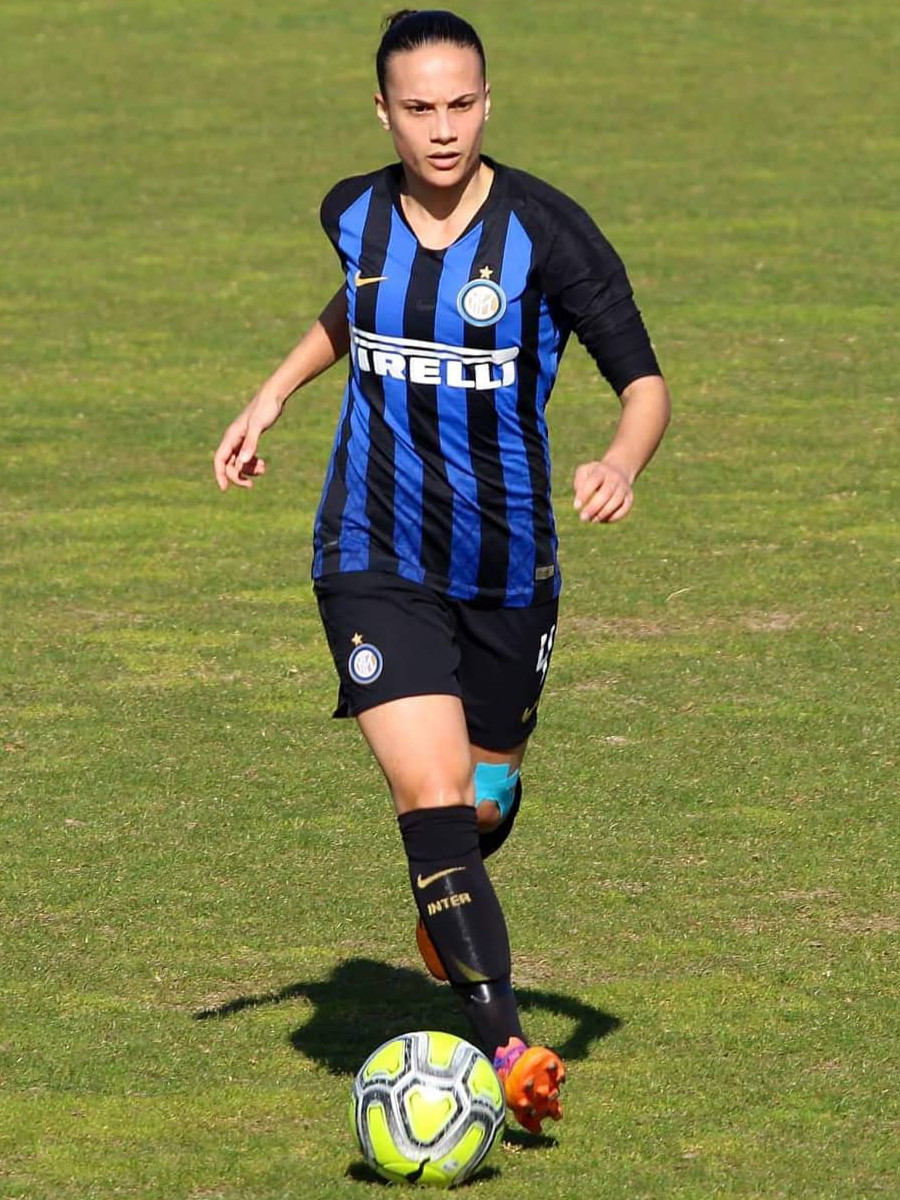
La divisa dell'Inter Women — qui indossata da Silvia Pisano nella stagione 2018-2019 — si compone di una maglia a righe verticali nerazzurre completata da pantaloncini e calzettoni neri.

Il completo da gioco dell'Inter femminile è identico a quello indossato dalla squadra maschile, ed è composto dalla tradizionale maglia con strisce verticali nere e azzurre, abbinata a pantaloncini e calzettoni di colore nero.

### Simboli ufficiali

#### Stemma
Il primo stemma adottato dall'Inter Women è stato lo stesso utilizzato dalla sezione maschile dal 2014 al 2021, un cerchio con i colori sociali (oro, azzurro e nero) all'interno del quale è racchiuso il monogramma FCIM, ideato da Giorgio Muggiani nel 1908.
Il 30 marzo 2021 il club ha svelato il suo nuovo logo, che è una versione rivisitata di quello realizzato da Muggiani: del monogramma rimangono solo le lettere I e M, l'oro viene accantonato, mentre l'azzurro viene reso più vivace.

#### Inno
L'inno ufficiale della squadra si intitola C'è solo l'Inter; è stato composto da Elio ed è interpretato da Graziano Romani.

## Strutture

### Stadio
A partire dalla stagione 2023-2024, l'Inter Women disputa le sue partite interne all'Arena Civica di Milano.
In precedenza ha utilizzato altri impianti: nella stagione 2018-2019 ha giocato le proprie partite casalinghe presso il Centro Sportivo di Sedriano, comune della città metropolitana di Milano, in quella 2019-2020 allo Stadio Felice Chinetti di Solbiate Arno, in provincia di Varese, in quelle 2020-2021 e 2021-2022 al Konami Youth Development Centre (noto in precedenza come Suning Youth Development Centre) di Milano, e in quella 2022-2023 allo Stadio Ernesto Breda di Sesto San Giovanni, comune della città metropolitana di Milano.

### Centro allenamento
Le sedute giornaliere d'allenamento vengono svolte presso il Konami Youth Development Centre di Milano.

## Società

### Organigramma societario
Dal sito ufficiale della società.
- Presidente: Giuseppe Marotta
- Vice presidente: Javier Zanetti
- Consiglio di amministrazione: Giuseppe Marotta, Alejandro Cano, Katherine Ralph, Renato Meduri, Carlo Ligori, Delphine Nannan, Fausto Zanetton, Claudia D'Arpizio, Diego Gigliani, Massimiliano Catanese
- Collegio sindacale. Sindaci effettivi: Alessandro Padula, Roberto Cassader, Simone Biagiotti
- Amministratore delegato: Giuseppe Marotta
- Direttore sportivo: Piero Ausilio
- Chief Revenue Officer: Luca Danovaro
- Chief Communications Officer: Matteo Pedinotti
- Chief Financial Officer: Andrea Accinelli
- Chief People Officer: Lionel Sacchi
- Chief Operating Officer: Mark Van Huuksloot
- Head of Women Football: Marco Ieradi

### Sponsor
Nella tabella sottostante sono illustrati gli sponsor tecnici e ufficiali della squadra.
| Cronologia degli sponsor tecnici - 2018- Nike | Cronologia degli sponsor ufficiali - 2018-2019 Pirelli / Driver - 2019-2020 Pirelli / Driver / Rinascente - 2020-2021 Pirelli / Driver - 2021-2022 MasterCard / DigitalBits - 2022-2023 MasterCard / eBay - 2023-2024 Paramount+ / eBay / U-Power - 2024-2025 Betsson Sport / Gate.io / U-Power / TIM |

## Allenatori e presidenti

### Elenco cronologico degli allenatori
- 2018-2019  Sebastiàn De La Fuente
- 2019-2021  Attilio Sorbi
- 2021-2024  Rita Guarino
- 2024-  Gianpiero Piovani

### Statistiche allenatori
Aggiornato al 10 maggio 2025
| Nome                   | Nazionalità | Stagioni | Periodo/i | G  | V  | N  | P  | % V    |
| ---------------------- | ----------- | -------- | --------- | -- | -- | -- | -- | ------ |
| Sebastiàn De La Fuente | Argentina   | 1        | 2018-2019 | 25 | 23 | 1  | 1  | 92,00% |
| Rita Guarino           | Italia      | 3        | 2021-2024 | 87 | 38 | 17 | 32 | 43,68% |
| Gianpiero Piovani      | Italia      | 1        | 2024-     | 29 | 16 | 7  | 8  | 55,17% |
| Attilio Sorbi          | Italia      | 2        | 2019-2021 | 45 | 15 | 9  | 21 | 33,34% |

### Lista dei presidenti
- 2018  Erick Thohir
- 2018-2024  Steven Zhang
- 2024-  Giuseppe Marotta

## Calciatrici

### Capitani
Di seguito la lista di tutte le calciatrici che hanno indossato la fascia da capitano. Dati aggiornati al 18 luglio 2025.
| Calciatrice       | Nazionalità | Stagioni al club | Stagioni da capitano | Presenze | Reti |
| ----------------- | ----------- | ---------------- | -------------------- | -------- | ---- |
| Regina Baresi     | Italia      | 2018-2021        | 2018-2021 (3)        | 48       | 12   |
| Lisa Alborghetti  | Italia      | 2019-2025        | 2021-2024 (3)        | 101      | 4    |
| Henrietta Csiszár | Ungheria    | 2021-2025        | 2024-2025 (1)        | 87       | 4    |

### Presenze in partite ufficiali
Dati aggiornati al 10 maggio 2025. Sono incluse anche le due gare di Serie B e le due di Coppa Italia disputate dall'Inter Milano nella stagione 2018-2019, prima della cessione del titolo sportivo all'F.C. Internazionale Milano del 23 ottobre 2018.
In corsivo le giocatrici in attività con l'Inter.
- 158  Beatrice Merlo (2018-)
- 131  Marta Pandini (2018-2024)
- 110  Gloria Marinelli (2018-2023)
- 101  Lisa Alborghetti (2019-2025)
- 98  Elisa Polli (2021-)
- 87  Henrietta Csiszár (2021-)
- 82  Flaminia Simonetti (2020-2024)
- 76  Martina Brustia (2018-2023)
- 76  Irene Santi (2018-2020, 2021-)
- 72  Ghoutia Karchouni (2021-2025)

### Marcature in partite ufficiali
Dati aggiornati al 10 maggio 2025. Sono incluse anche le due gare di Serie B e le due di Coppa Italia disputate dall'Inter Milano nella stagione 2018-2019, prima della cessione del titolo sportivo all'F.C. Internazionale Milano del 23 ottobre 2018.
In corsivo le giocatrici in attività con l'Inter.
- 57  Gloria Marinelli (2018-2023)
- 27  Elisa Polli (2021-)
- 26  Tabitha Chawinga (2022-2023)
- 17  Michela Cambiaghi (2023-2025)
- 16  Tatiana Bonetti (2021-2024)
- 16  Ghoutia Karchouni (2021-2025)
- 16  Lina Magull (2024-)
- 15  Marta Pandini (2018-2024)
- 14  Alice Regazzoli (2018-2022)
- 14  Stefania Tarenzi (2019-2021)

### Contributo alle nazionali
L'Inter Women ha fornito 16 calciatrici alla nazionale italiana: i portieri Durante (convocata ad Europeo 2022 e Mondiale 2023), Aprile e Baldi, i difensori Bartoli, Merlo e Robustellini, le centrocampiste Simonetti (presente all'Europeo 2022), Pandini e Pavan e le attaccanti Bonetti, Bonfantini, Cambiaghi, Marinelli, Polli, Serturini e Tarenzi. Inoltre sono state convocate con altre selezioni nazionali maggiori Sønstevold (Norvegia, con cui ha preso parte ad Europeo 2022 e Mondiale 2023), Junge Pedersen, Møller e Thøgersen (Danimarca, con la quale quest'ultima ha partecipato al Mondiale 2023), Bowen (Nuova Zelanda, con cui ha preso parte alle Olimpiadi 2024), Karchouni (Algeria), Detruyer e Wullaert (Belgio), Jelčić e Milinković (Bosnia ed Erzegovina), Kathellen (Brasile), Nchout (Camerun), Auvinen (Finlandia), Magull (Germania), Rúnarsdóttir (Islanda), Chawinga (Malawi), Bugeja (Malta), van der Gragt (Paesi Bassi), Norton (Portogallo), Bartoňová (Rep. Ceca), Cetinja (Serbia), Csiszár e Fördős (Ungheria).

## Palmarès

### Competizioni nazionali
- Campionato italiano di Serie B: 1

2018-2019

### Competizioni giovanili
- Campionato Primavera 1: 1

2018-2019
- Campionato Nazionale Under-17: 2

2017-2018, 2023-2024
- Campionato Nazionale Under-15: 1

2017-2018
- Campionato Femminile Regionale Giovanissime : 2

2016-2017, 2017-2018
- Trofeo CONI: 1

2016
- Torneo femminile S. Lucia: 1

2016
- Campionato Nazionale Under-12 "Danone Nations Cup": 1

2017-2018
- Girls Cup: 1

2016

## Statistiche e record

### Partecipazioni ai campionati
| Livello | Categoria | Partecipazioni | Debutto   | Ultima stagione | Totale |
| ------- | --------- | -------------- | --------- | --------------- | ------ |
| 1º      | Serie A   | 6              | 2019-2020 | 2024-2025       | 6      |
| 2º      | Serie B   | 1              | 2018-2019 | 2018-2019       | 1      |

### Partecipazioni alle coppe
| Competizione | Partecipazioni | Debutto   | Ultima stagione | Totale |
| ------------ | -------------- | --------- | --------------- | ------ |
| Coppa Italia | 7              | 2018-2019 | 2024-2025       | 7      |

## Organico

### Rosa 2025-2026
Rosa, ruoli e numeri di maglia come da sito ufficiale, aggiornati al 18 luglio 2025.
| N. |                          | Ruolo | Calciatrice                  |
| -- | ------------------------ | ----- | ---------------------------- |
| 1  | Islanda (bandiera)       | P     | Cecilía Rán Rúnarsdóttir     |
| 3  | Nuova Zelanda (bandiera) | D     | Katie Bowen                  |
| 4  | Danimarca (bandiera)     | D     | Caroline Pleidrup            |
| 5  | Spagna (bandiera)        | D     | Ivana Andrés                 |
| 6  | Italia (bandiera)        | C     | Irene Santi                  |
| 7  | Malta (bandiera)         | A     | Haley Bugeja                 |
| 8  | Islanda (bandiera)       | A     | Karólína Lea Vilhjálmsdóttir |
| 9  | Italia (bandiera)        | A     | Elisa Polli                  |
| 10 | Germania (bandiera)      | C     | Lina Magull                  |
| 12 | Italia (bandiera)        | P     | Alessia Piazza               |
| 13 | Italia (bandiera)        | D     | Beatrice Merlo               |

| N. |                                 | Ruolo | Calciatrice                  |
| -- | ------------------------------- | ----- | ---------------------------- |
| 14 | Italia (bandiera)               | D     | Chiara Robustellini          |
| 15 | Italia (bandiera)               | A     | Annamaria Serturini          |
| 18 | Italia (bandiera)               | A     | Benedetta Glionna            |
| 20 | Belgio (bandiera)               | C     | Marie Detruyer               |
| 21 | Italia (bandiera)               | C     | Martina Tomaselli            |
| 22 | Svezia (bandiera)               | C     | Olivia Schough               |
| 24 | Bosnia ed Erzegovina (bandiera) | D     | Marija Milinković            |
| 27 | Ungheria (bandiera)             | C     | Henrietta Csiszár (capitano) |
| 31 | Belgio (bandiera)               | A     | Tessa Wullaert               |
| 33 | Italia (bandiera)               | D     | Elisa Bartoli                |
| 44 | Italia (bandiera)               | D     | Lidia Consolini              |

### Staff tecnico
Staff tecnico aggiornato al 6 luglio 2024.
- Gianpiero Piovani - Allenatore
- Giorgio Schiavini - Allenatore in seconda
- Gabriele Zanon - Preparatore dei portieri
- Giorgia Derosa - Preparatrice atletica
- Simone Vignudelli - Preparatore atletico
- Federico Simonato - Team manager
- Marco Magni - Match analyst
- Giulio Sciascia - Match analyst
- Paolo Amaddeo - Dottore
- Daniela Morelli - Dottoressa
- Marco Candiloro - Coordinatore fisioterapisti
- Matteo Agnelotti - Fisioterapista
- Roberto Bottoni - Fisioterapista
- Mattia Sagona - Fisioterapista
- Caterina Esposito - Nutrizionista
- Natale Gentile - Nutrizionista